# Priboieni
Priboieni è un comune della Romania di 3 502 abitanti, ubicato nel distretto di Argeș, nella regione storica della Muntenia.
Il comune è formato dall'unione di 3 villaggi: Paraschivești, Priboieni, Valea Neni.